# Blyes
Blyes ist eine französische Gemeinde mit 1.351 Einwohnern (Stand: 1. Januar 2022) im Département Ain in der Region Auvergne-Rhône-Alpes. Sie gehört zum Arrondissement Belley, zum Kanton Lagnieu und zum Gemeindeverband Plaine de l’Ain. Die Einwohner werden Blyards genannt.

## Geografie
Blyes liegt etwa 34 Kilometer ostnordöstlich von Lyon zwischen den Flüssen Ain und Rhône, zehn Kilometer vor deren Zusammenfluss.
Umgeben wird Blyes von den Nachbargemeinden von Chazey-sur-Ain im Norden, Saint-Vulbas im Osten und Süden, Saint-Jean-de-Niost im Westen sowie Charnoz-sur-Ain im Nordwesten.

## Bevölkerungsentwicklung
| Jahr                       | 1962 | 1968 | 1975 | 1982 | 1990 | 1999 | 2010 | 2020 |
| Einwohner                  | 108  | 147  | 228  | 359  | 535  | 692  | 886  | 1269 |
| Quellen: Cassini und INSEE |      |      |      |      |      |      |      |      |

## Sehenswürdigkeiten

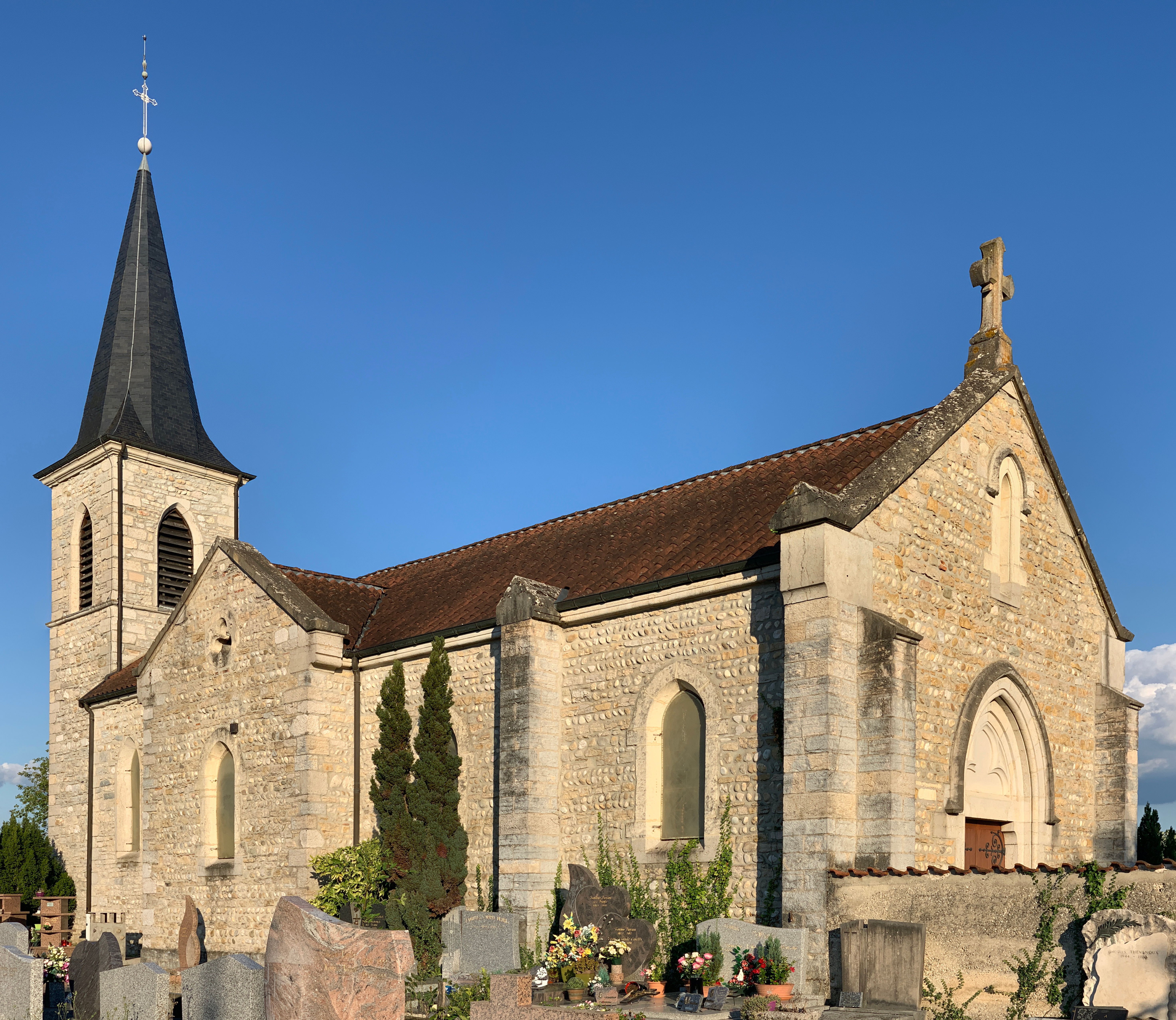
Kirche Saint-Roch
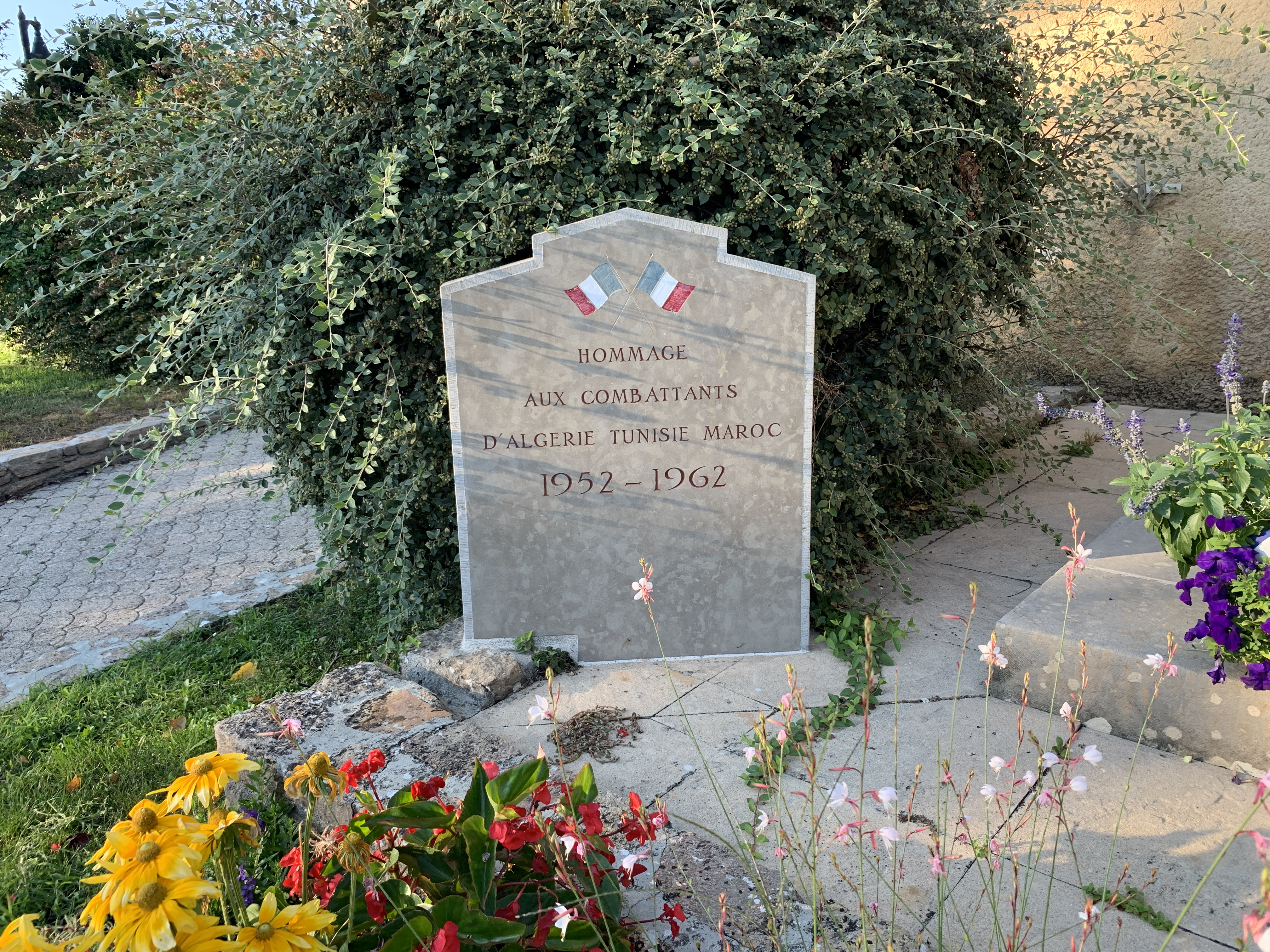
Brücke über den Ain

- Kirche Saint-Roch
- Gefallenendenkmal